# Zhang Qun
Zhang Qun ou Chang Chun (chinês tradicional: 張群, pinyin: Zhāng Qún; também conhecido como Zhang Yuejun 張岳軍; Sichuan, 9 de maio de 1889 – Taipé, 14 de dezembro de 1990) foi premiê da República da China e um membro destacado do Kuomintang. Atuou como secretário-geral da Presidência da República de 1954 a 1972 e conselheiro sênior para os Presidentes Chiang Kai-shek, Yen Chia-kan, Chiang Ching-kuo e Lee Teng-hui.

## Biografia
Em 1907, foi um cadete militar no Japão e colega de classe de Chiang Kai-shek. Eles foram enviados para o regimento de Takata em Niigata antes de retornar à China para servir a Sun Yat-sen na Revolução de Xinhai para derrubar a dinastia Qing em 1911. Durante este período, se formou a amizade permanente entre Chiang e Chang.
Antes da República Popular da China ser criada, Chang ocupou diversos cargos, inclusive o de prefeito de Xangai (1929-1932), governador da província de Hubei (1933-1935) e Ministro das Relações Exteriores (1935-1937). Após a Segunda Guerra Mundial, negociou como um membro do Comitê dos Três, com o general George Marshall e Zhou Enlai, e foi presidente do Yuan Executivo entre 23 de abril de 1947 e 28 de maio de 1948, uma posição igualmente conhecida como premiê da República da China.
Após a retirada dos nacionalistas até a Ilha de Taiwan, tornou-se Chefe do Gabinete Presidencial e Secretário do Presidente em 1954. Esteve concentrado nos assuntos externos, especialmente os do Japão. Foi representante do presidente em vários países, incluindo no Concílio Vaticano II em 1965. Em 1972, desempenhou um papel importante nas difíceis negociações sobre mudança de reconhecimento diplomático do Japão à República Popular da China. Seu último cargo oficial foi presidente do Presidium do Comitê Consultivo Central do Kuomintang. 
Faleceu com a idade de 101 anos por insuficiência cardíaca e renal, no Hospital Geral de Veteranos em Taipei, em 14 de dezembro de 1990. 